# Umestan

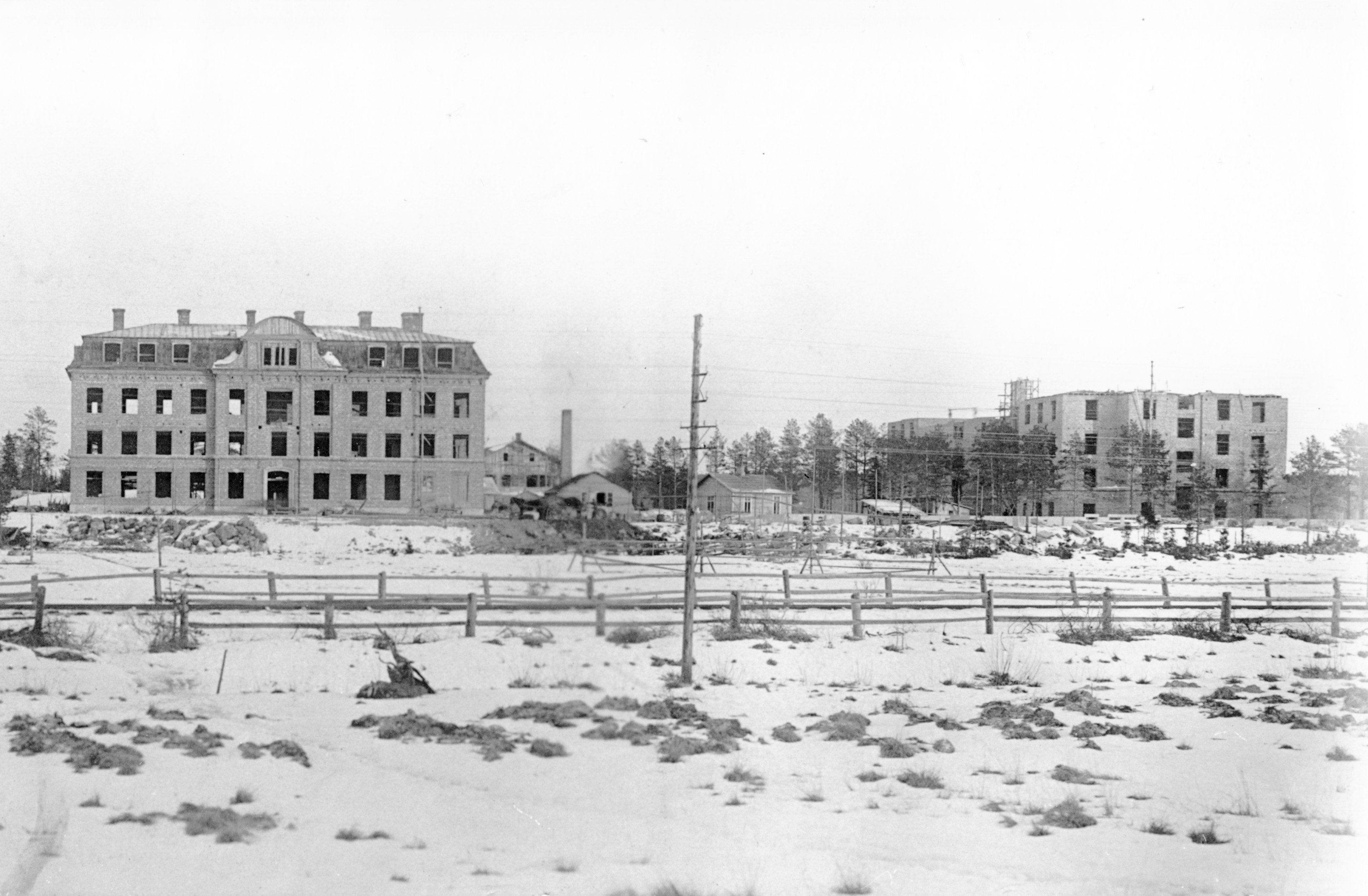
Construcción de los barracones del regimiento de Västerbotten en 1907.

Umestan es un parque empresarial de la ciudad sueca de Umeå, Västerbotten. Cuando en 1998 se cerraron las instalaciones que usaba el regimiento de Västerbotten se creó un parque empresarial en el mismo sitio. 
El municipio de Umeå compró toda el área para crear un centro de negocios y conocimiento. Los edificios se restauraron para adecuarlos para su uso en el sector de los negocios modernos y para dotarlos de comodidades y hacerlos respetuosos con el medio ambiente. El parque empresarial consta de cuarenta edificios, con cerca de 120 inquilinos. Unas 3.000 personas visitan el área cada día. 
En 2012, el municipio vendió el parque a Lersten por unos 470 millones de coronas suecas. 